# المباراة الفاصلة
المباراة الفاصلة هو فيلم من نوع سيرة ذاتية أُصدر في 2011.  الفيلم من إخراج وسيناريو عيران ريكليس.

## القصة
تقع أحداث الفيلم في ألمانيا.

## طاقم التمثيل
- توماس ليمان  [لغات أخرى]‏
- مايكل بنثين  [لغات أخرى]‏
- Smadi Wolfman  [لغات أخرى]‏
- أميرة قصار
- داني هيوستن
- Andreas Dobberkau  [لغات أخرى]‏
- هانس زيشلر
- ماكس رايميلت
- ايرم هيرمان
- مارك واشكي

## وصلات خارجية
- المباراة الفاصلة على موقع IMDb (الإنجليزية)
- المباراة الفاصلة على موقع ألو سيني (الفرنسية)
- المباراة الفاصلة على موقع Turner Classic Movies (الإنجليزية)
- المباراة الفاصلة على موقع أول موفي (الإنجليزية)
- المباراة الفاصلة على موقع فيلمافينيتي (الإسبانية)
- المباراة الفاصلة على موقع قاعدة بيانات الأفلام السويدية (السويدية)
- المباراة الفاصلة على موقع قاعدة بيانات الفيلم (الإنجليزية)
- المباراة الفاصلة على موقع ليتربوكسد (الإنجليزية)
- المباراة الفاصلة على موقع كينوبويسك (الروسية)